# Eric Davis (baseballista)
Eric Keith Davis (ur. 29 maja 1962) – amerykański baseballista, który występował na pozycji zapolowego.
W czerwcu 1980 został wybrany w 8. rundzie draftu przez Cincinnati Reds i początkowo grał w klubach farmerskich tego zespołu, między innymi w Wichita Aeros, reprezentującym poziom Triple-A. W Major League Baseball zadebiutował 19 maja 1984 w meczu przeciwko St. Louis Cardinals jako pinch hitter. 2 czerwca 1989 w meczu z San Diego Padres zaliczył cycle jako pierwszy zawodnik Reds od 1959 roku. Podczas dziewięciu sezonów występów w Cincinnati dwa razy wystąpił w Meczu Gwiazd, trzy razy zdobył Złotą Rękawicę, dwa razy Silver Slugger Award i raz wygrał World Series.
W maju 1997 zdiagnozowano u niego raka jelita grubego. Po pokonaniu choroby we wrześniu 1997 powrócił do gry, a w meczu numer 5 American League Championship Series, zdobył home runa w pierwszej połowie dziewiątej zmiany, wyprowadzając Baltimore Orioles na prowadzenie 2–0. Ostatecznie Orioles odnieśli drugą wygraną w serii. W tym samym roku za działalność charytatywną otrzymał Roberto Clemente Award. 
W 2005 został uhonorowany członkostwem w Cincinnati Reds Hall of Fame.
| Nagroda/wyróżnienie      | Lata             | Źródło |
| 2× All-Star              | 1987, 1989       | [ 1 ]  |
| 3× Gold Glove Award      | 1987, 1988, 1989 | [ 1 ]  |
| 2× Silver Slugger Award  | 1987, 1989       | [ 1 ]  |
| Zwycięzca w World Series | 1990             | [ 4 ]  |
| Roberto Clemente Award   | 1987             | [ 7 ]  |
| 30–30 club               | 1987             | [ 9 ]  |